# Ретяны
Ретяны (рум. Reteni, Ретень) — село в Рышканском районе Молдавии. Наряду с сёлами Браниште, Аврамяны и Ретяны-Василеуцы входит в состав коммуны Браниште.

## География
Село расположено на высоте 65 метров над уровнем моря.

## Население
По данным переписи населения 2004 года, в селе Ретень проживает 258 человек (127 мужчин, 131 женщина).
Этнический состав села:
| Национальность | Число жителей | Процентный состав |
| -------------- | ------------- | ----------------- |
| молдаване      | 256           | 99.22             |
| украинцы       | 1             | 0.39              |
| русские        | 1             | 0.39              |
| Всего          | 258           | 100%              |